# ایهورومبه
ایهورومبه (Ihorombe) یکی از ۲۲ منطقه کشور ماداگاسکار است.

## ناحیه ها
منطقه ایهورومبه از ۳ ناحیه تشکیل شده است:
- ایاکورا (Iakora)
- ایهوسی (Ihosy)
- ایووهیبه (Ivohibe)